# Cystopteridaceae
Cystopteridaceae is een familie van kleine tot middelgrote, terrestrische varens, die in 2007 is afgescheiden van de veel grotere familie Woodsiaceae.
Een soort, de blaasvaren (Cystopteris fragilis) is in België en Nederland inheems, en er zijn nog enkele Europese soorten in de familie.

## Naamgeving enetymologie
De familie Cystopteridaceae is vernoemd naar het geslacht Cystopteris.

## Kenmerken
Cystopteridaceae zijn kleine tot middelgrote varens. De plant heeft korte tot lange, kruipende of rechtopstaande rizomen. De bladen zijn in de regel één- tot drievoudig geveerd. De bladnerven zijn vrijliggend.
De sporenhoopjes zitten aan de onderzijde van de bladen op de nerven, zijn klein, rond tot bekervormig, beschermd door een dun, ovaal of eirond dekvliesje, vastgehecht aan een kleine basis.

## Habitaten verspreiding
De familie omvat terrestrische varens van schaduwrijke bossen, rotswanden en ravijnen.
Ze komen wereldwijd voor in gematigde streken. De blaasvaren (Cystopteris fragilis) komt, zij het zeldzaam, in België en Nederland voor. Daarbuiten zijn nog enkele soorten bekend van Groot-Brittannië, Zuidwest-Europa en de Alpen.

## Taxonomie
In de taxonomische beschrijving van Smith et al. (2006) werden de Cystopteridaceae nog opgenomen in de grotere familie Woodsiaceae (wijfjesvarenfamilie).
Later onderzoek door Schuettpelz & Pryer (2007), Lehtonen et al. (2011) en Christenhusz et al. (2011) leidde ertoe dat vier geslachten van Woodsiaceae werden afgesplitst om een aparte familie te vormen.

De familie omvat vier geslachten met in totaal ongeveer 35 soorten:
- Familie: Cystopteridaceae
  - Geslachten:
    - Acystopteris
    - Cystoathyrium
    - Cystopteris
    - Gymnocarpium

### Beschreven soorten
Van de familie worden de volgende soorten in detail beschreven:
- Geslacht: Cystoathyrium
  - Soort:
    - Cystoathyrium chinense
- Geslacht: Cystopteris
  - Soorten:
    - Cystopteris alpina
    - Cystopteris fragilis (Blaasvaren)
    - Cystopteris montana
    - Cystopteris viridula
- Geslacht: Gymnocarpium (Driehoeksvaren)
  - Soorten:
    - Gymnocarpium dryopteris (Gebogen driehoeksvaren)
    - Gymnocarpium robertianum (Rechte driehoeksvaren)

Acystopteris · Cystoathyrium · Cystopteris · Gymnocarpium (Driehoeksvaren)